# 加沙伊斯兰大学

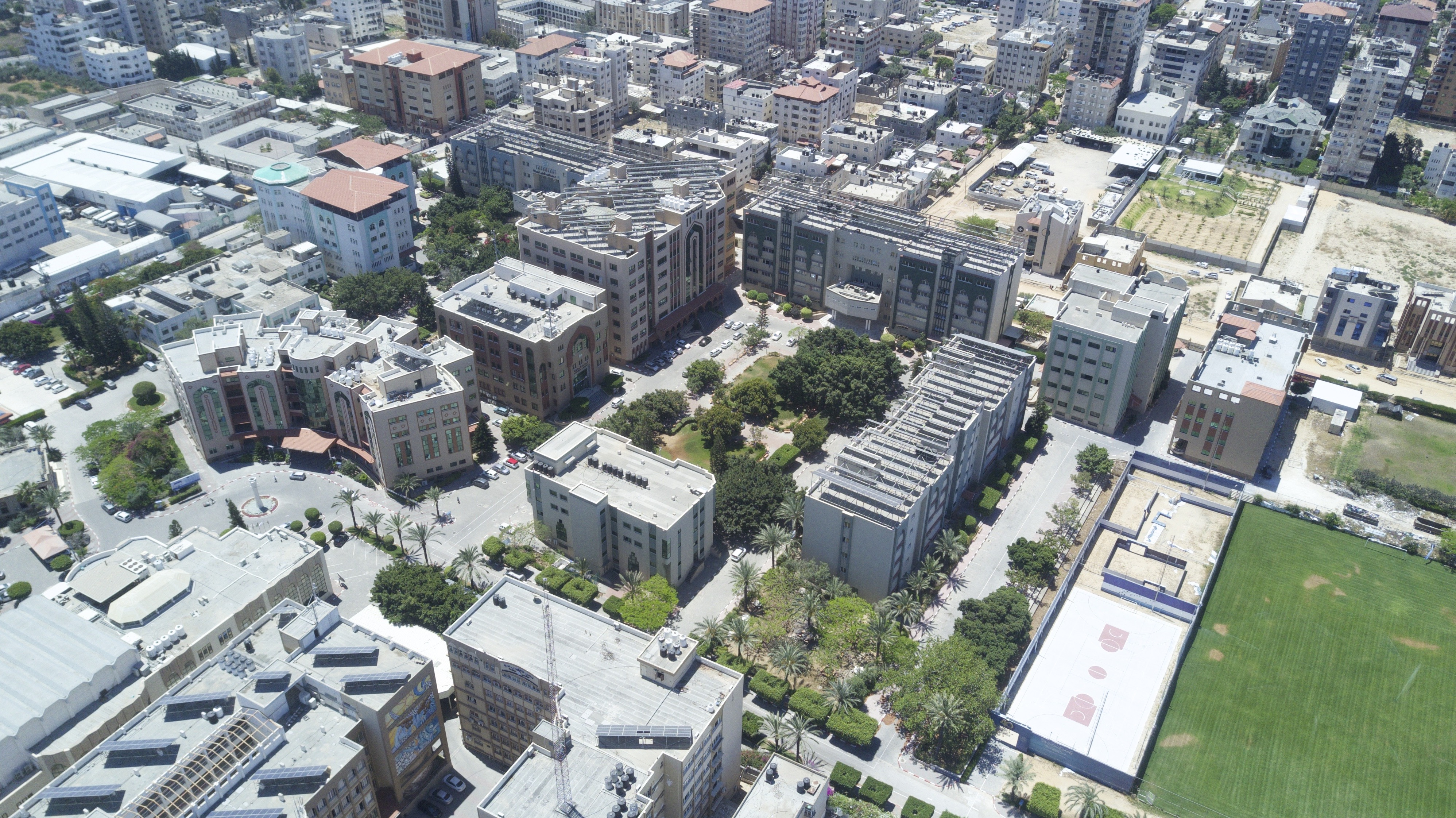
加沙市主校区

加沙伊斯兰大学（阿拉伯语：‎，Islamic University of Gaza），简称IUG或者IU Gaza，是位于巴勒斯坦加沙地带加沙市的一所大学，始建于1978年，是加沙地带的首座高等院校。大学下设11个院系，包括文学院、教育学院、伊斯兰教法和法律学院、伊斯兰教义学院、工程学院、护理学院、理学院、健康科学学院、金融与管理科学学院、信息技术学院和医学院，可授予从学士到博士的学位。主校区位于加沙市，分校区位于加沙地带南部的汗尤尼斯和加沙地带中部的扎赫拉。其校园建筑历年来多次遭到以色列轰炸破坏。

## 历史

### 创立
在加沙伊斯兰大学建立之前，多数加沙人在埃及的大学就读。然而随着巴解组织与埃及政府之间关系出现裂隙，埃及在1977年后开始大量拒绝巴勒斯坦学生入学。因而巴勒斯坦人开始寻求自建大学。1978年，利用艾資哈爾大學在加沙的附属院校设施，加沙伊斯兰大学成立，最初下设三个学院——阿拉伯语、伊斯兰教法和伊斯兰教义，之后一些更世俗的院系也相继建立。

### 内部争权
1983年初，伊斯兰主义者和法塔赫民族主义者在大学里爆发了斗争，导致校长下台，伊斯兰主义者取得了大学控制权。1991年，法塔赫民族主义者放弃争夺大学权力，转而另建加沙爱资哈尔大学。在2007年的巴勒斯坦法塔赫-哈马斯冲突中，法塔赫占据加沙爱资哈尔大学，而哈马斯占据加沙伊斯兰大学，将战场延烧到校园之中。

### 以色列轰炸
该大学表示其是一家独立组织，不受任何政党态度的影响，不属于穆斯林兄弟會，其宗旨是培养道德健全的毕业生。以色列则指责该大学是“哈马斯恐怖分子的温室和滋生地”。
2008年加沙戰爭中，以色列表示该大学被用于火箭弹制造、武器研究和存放地，轰炸了该大学。哈马斯和该大学否认了以色列的指控，联合国的事后调查（“戈德斯通报告”）也对以色列方的说法提出了质疑，得出结论其为民用教育建筑。2014年加沙戰爭中，以色列以表示该大学存在“武器开发中心”，轰炸了该大学。2023年10月以色列—哈馬斯戰爭中，以色列表示该大学是“哈马斯重要的行动、政治和军事中心”，并对该大学发动了针对性空袭。
2024年1月17日，加沙伊斯兰大学被以色列军队摧毁。